# Jrue Holiday
Jrue Randall Holiday (Chatsworth, California, 12 de junio de 1990) es un jugador de baloncesto estadounidense que pertenece a la plantilla de los Portland Trail Blazers de la NBA. Con 1,93 metros de altura, juega en las posiciones de base y escolta.
Es hermano de los también jugadores de la NBA Justin (n. 1989) y Aaron Holiday (n. 1996).
Junto con Scottie Pippen es el único jugador de la historia en conseguir, en dos ocasiones, ser campeón olímpico y campeón de la NBA en el mismo año (campeón de la NBA en 2021 con Milwaukee Bucks y olímpico con Estados Unidos en los Juegos Olímpicos de 2020, y campeón NBA con Boston Celtics en 2024 y oro en Juegos Olímpicos de 2024).

## Trayectoria deportiva

### Universidad
Tras haber disputado en 2008 el prestigioso McDonald's All-American Game, en el que consiguió 14 puntos, 5 rebotes, 5 robos de balón y 3 asistencias, el Jordan Brand Classic y haber sido elegido Jugador del Año de High School, jugó solamente una temporada con los Bruins de la Universidad de California en Los Ángeles (UCLA), en la que promedió 8,5 puntos, 3,8 rebotes y 3,7 asistencias por partido. Su tope de anotación lo logró ante Florida International, con 20 puntos, a los que añadió 4 rebotes y 3 robos. Fue incluido en el mejor quinteto de novatos de la Pacific Ten Conference.
En el mes de abril de 2009 se declaró elegible para el draft de la NBA, renunciando a los tres años que le quedaban de carrera.

#### Estadísticas
| Año     | Equipo | PJ | PT | MPP  | %TC  | %3P  | %TL  | RPP | APP | ROB | TPP | PPP |
| ------- | ------ | -- | -- | ---- | ---- | ---- | ---- | --- | --- | --- | --- | --- |
| 2008–09 | UCLA   | 35 | 35 | 27.1 | .450 | .307 | .726 | 3.8 | 3.7 | 1.6 | .5  | 8.5 |

### Profesional

#### Philadelphia 76ers (2009-2013)

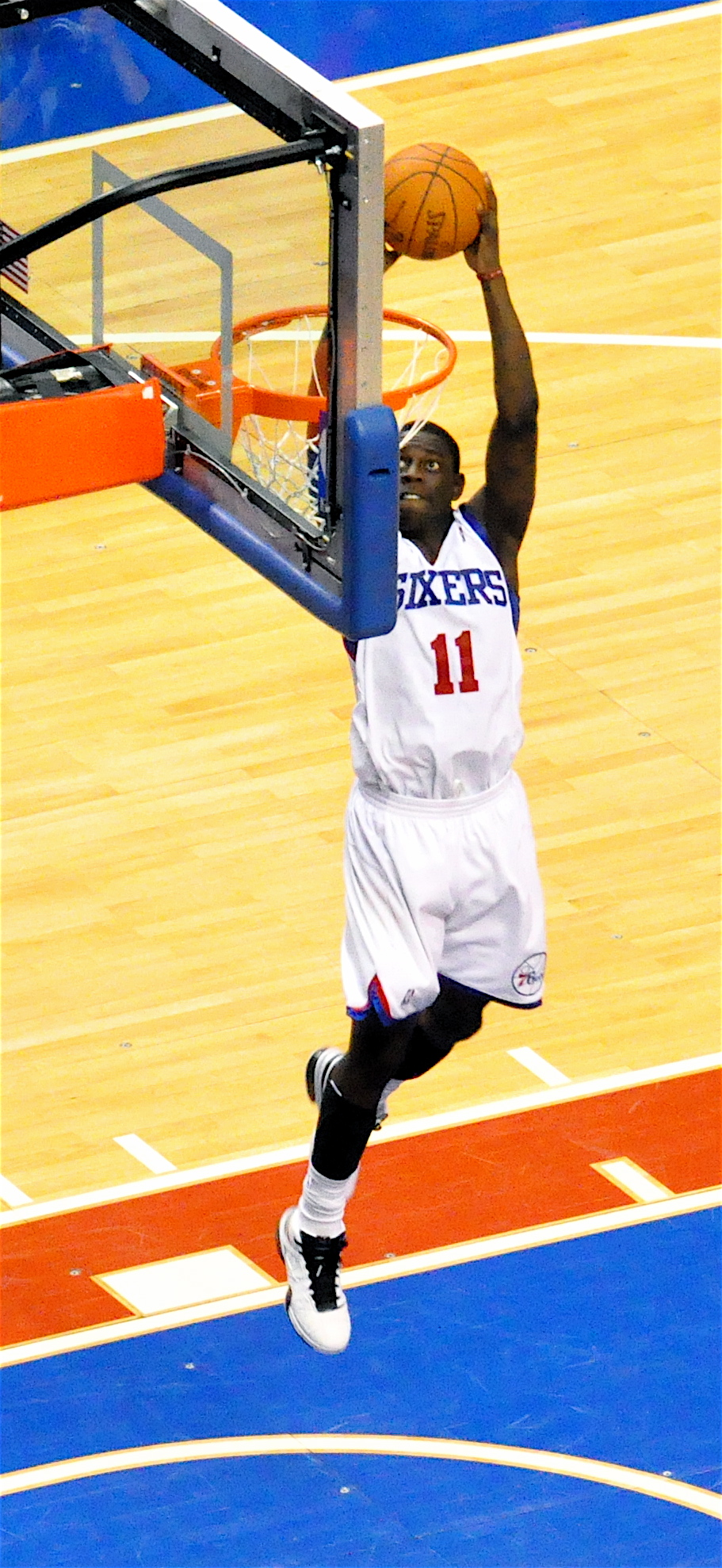
Mate de Jrue Holliday con los 76ers en 2009.

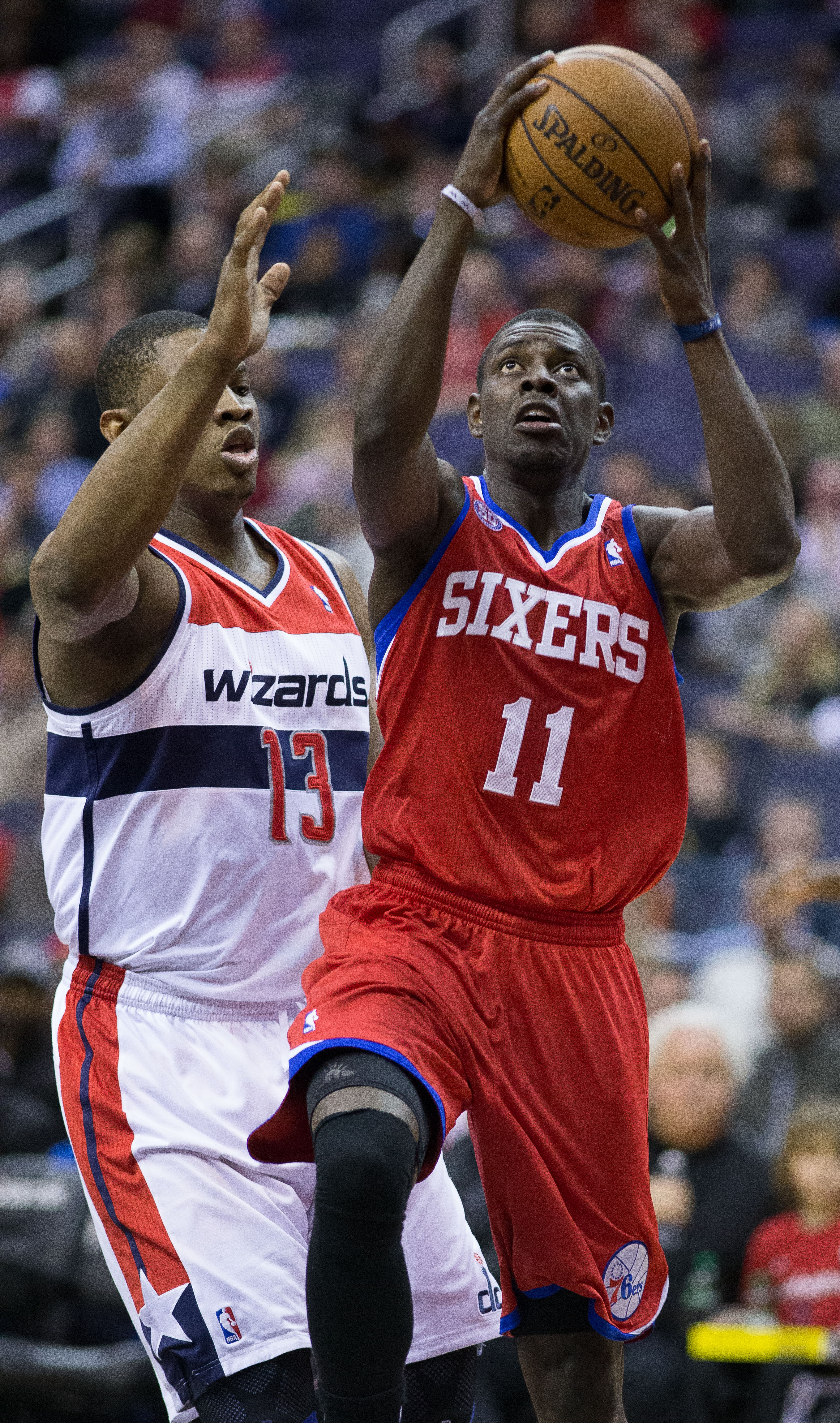
Jrue Holiday con los 76ers en 2013.

Fue elegido en la decimoséptima posición del Draft de la NBA de 2009 por Philadelphia 76ers.
En su cuarta temporada en Philadelphia, en enero de 2013, fue citado para el All-Star, convirtiéndose así en el jugador más joven en la historia de los Sixers en ser All-Star. Los números de Holiday eran 19 puntos, 9 asistencias, 4,2 rebotes y 1,4 robos por partido.
Al final de la temporada del 2013, Holiday se convirtió en el segundo jugador en la historia de la franquicia en promediar 18 puntos y 8 asistencias por partido junto con el legendario Wilt Chamberlain.

#### New Orleans Pelicans (2013-2020)

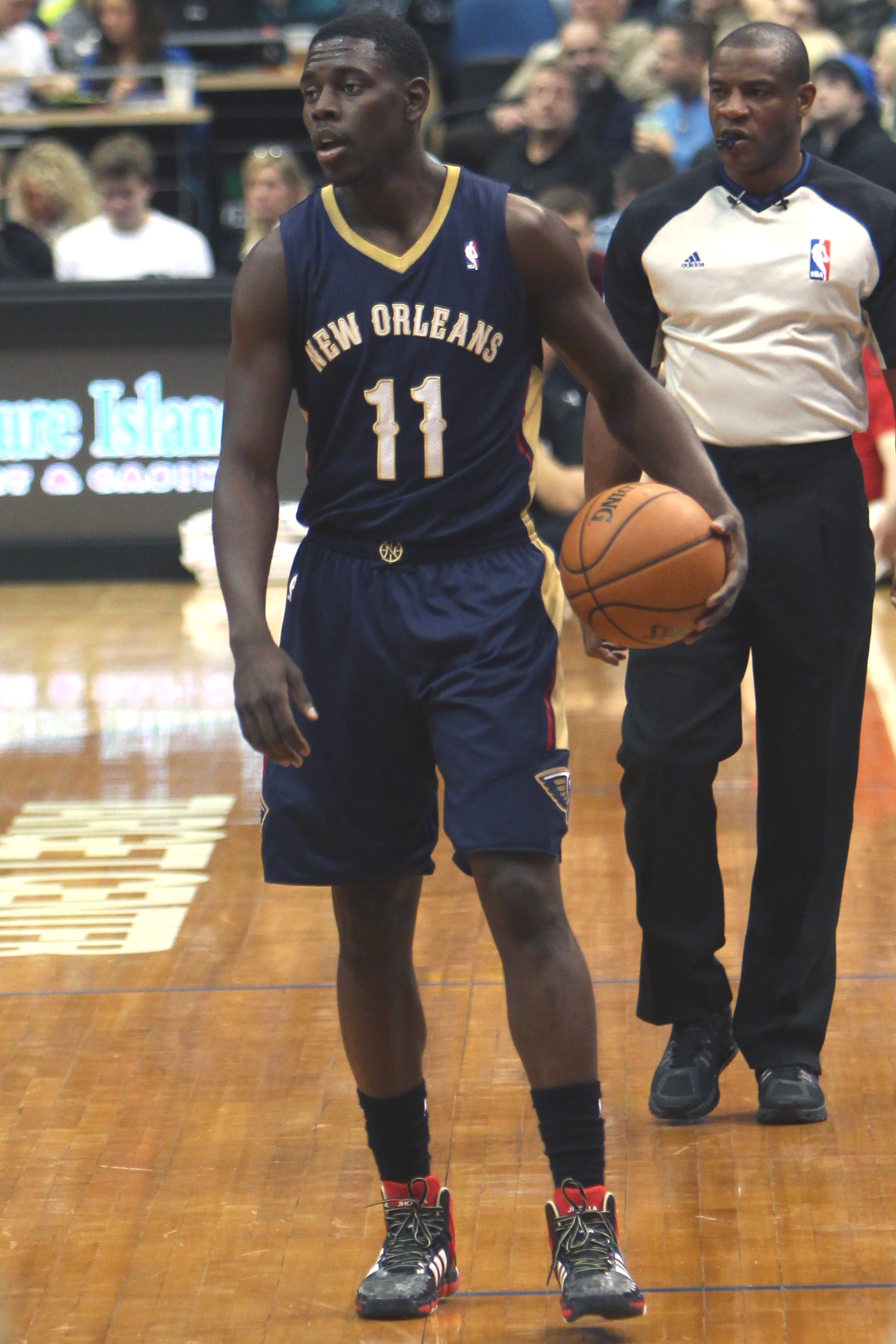
Holiday con los Pelicans en 2014.

El 27 de junio de 2013, durante el draft, fue traspasado a New Orleans Pelicans a cambio de Nerlens Noel, y un pick de 1.ª ronda de 2014 (protegida top 5). Su temporada terminó prematuramente en 2013-14 después una lesión que lo mantuvo fuera el resto de la temporada, la cual ocurrió en febrero de 2014 en su tibia derecha. Holiday no había jugado desde el 8 de enero debido a una lesión en la espinilla. Jugó solo 34 partidos, promediando 14,3 puntos, 7,9 asistencias y 1,6 robos por partido.
En septiembre de 2016 tomó la decisión de dejar indefinidamente el baloncesto para cuidar de su esposa, embarazada de su primer hijo, y a la que los médicos han detectado un tumor cerebral. Finalmente, tras perderse 12 encuentros, el 18 de noviembre de 2016 vuelve a las canchas.
El 6 de julio de 2017, Holiday renueva con los Pelicans un contrato de $126 millones en 5 años.
Al término de la temporada 2019-20 le otorgan el premio  Twyman–Stokes Teammate (Compañero del año).

#### Milwaukee Bucks (2020-2023)

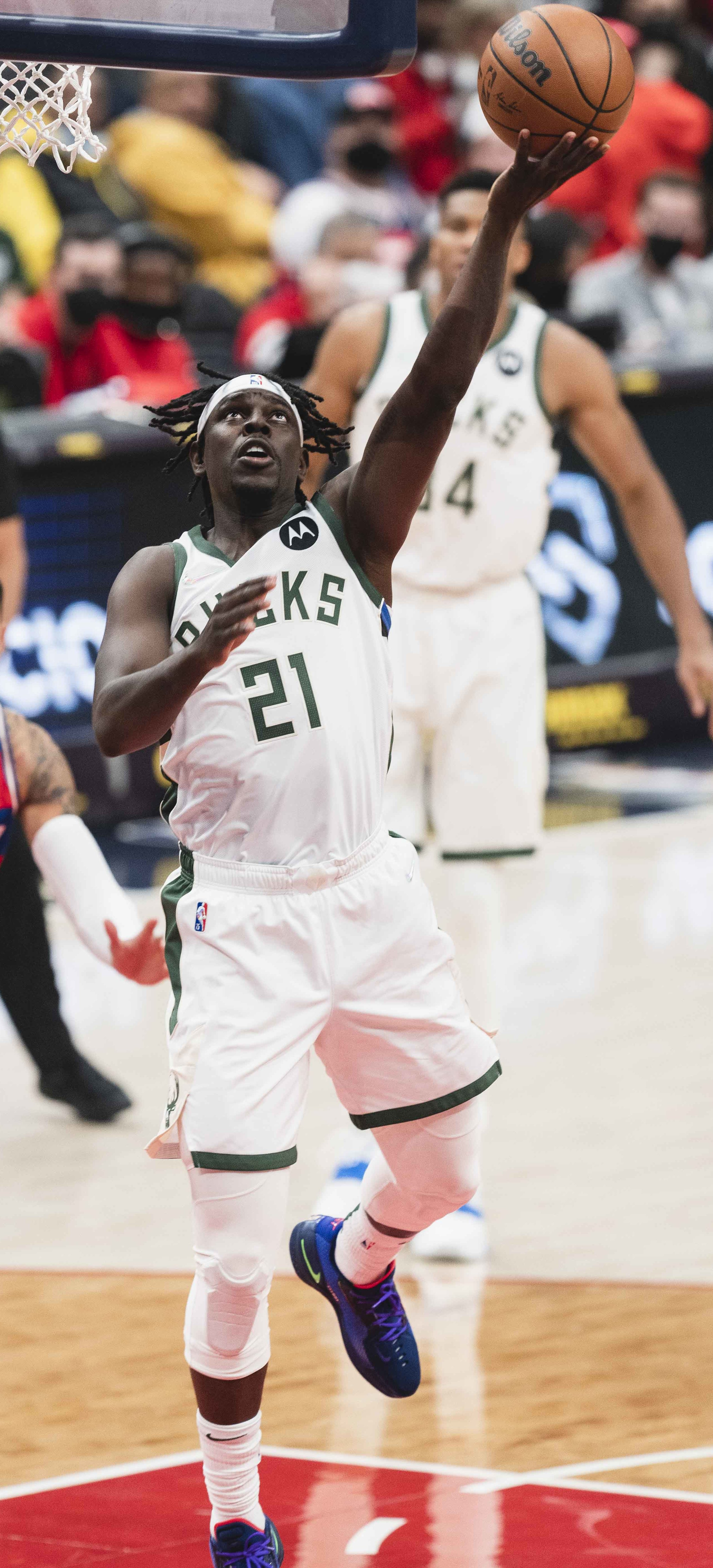
Holiday con los Bucks en 2021.

Tras siete años en New Orleans, el 17 de noviembre de 2020 es traspasado a Milwaukee Bucks a cambio de Eric Bledsoe y George Hill.
El 4 de abril de 2021, se anunció la renovación de su contrato con los Bucks por 4 años y $160 millones. Al término de la temporada fue nombrado Jugador Más Deportivo de la liga. El 20 de julio de 2021 consiguió, con los Bucks, su primer anillo de campeón tras vencer a los Phoenix Suns en las Finales de la NBA.
Al término de su segunda temporada en Milwaukee, el 26 de abril de 2022, fue nombrado Compañero del Año de la NBA por segunda vez en su carrera. Además fue incluido en el segundo mejor quinteto defensivo de la liga.
Durante su tercera temporada con los Bucks, el 2 de febrero de 2023 se anunció su participación en el All-Star Game de Salt Lake City, siendo la segunda nominación de su carrera. El 14 de febrero anota 40 puntos ante Boston Celtics. El 29 de marzo alcanza los 51 puntos ante Indiana Pacers, siendo la máxima anotación de su carrera. Al término de la temporada fue incluido en el mejor quinteto defensivo de la NBA, por tercera vez en su carrera, y además fue nombrado, de nuevo, Compañero del Año.

#### Boston Celtics (2023-2025)
Tras tres temporadas en Milwaukee, el 27 de septiembre de 2023, es traspasado a Portland Trail Blazers en un intercambio entre tres equipos. Pero cuatro días después, el 1 de octubre, es traspasado a Boston Celtics a cambio de Malcolm Brogdon y Robert Williams III.
El 10 de abril de 2024 acuerda una extensión de contrato con los Celtics por cuatro años y $135 millones.
El 17 de junio de 2024 se convierte en campeón de la NBA, por segunda vez en su carrera, tras la victoria de Boston en las Finales a Dallas Mavericks (4-1), promediando 14,4 puntos, 7,4 rebotes y 3,8 asistencias.
Al término de su segunda temporada en Boston fue nombrado Jugador Más Deportivo de la liga, por segunda vez en su carrera.

#### Portland Trail Blazers (2025-presente)
El 23 de junio de 2025 es traspasado a Portland Trail Blazers a cambio de Anfernee Simons.

## Selección nacional
En verano de 2021, fue parte de la selección absoluta estadounidense que participó en los Juegos Olímpicos de Tokio 2020, que ganó la medalla de oro.
Entre julio y agosto de 2024 fue parte de la selección absoluta de Estados Unidos, que disputó los Juegos Olímpicos de París, y que ganó el oro, tras vencer la final ante Francia.
En cada año que ganó un oro olímpico también se proclamó campeón de la NBA. En el 2021 con Milwaukee Bucks y en 2024 con los Boston Celtics.

## Estadísticas de su carrera en la NBA
|  | Denota temporada en la que ganó un Campeonato de la NBA |

### Temporada regular
| Año      | Equipo       | PJ   | PT  | MPP  | %TC  | %3P  | %TL  | RPP | APP | ROB | TPP | PPP  |
| -------- | ------------ | ---- | --- | ---- | ---- | ---- | ---- | --- | --- | --- | --- | ---- |
| 2009-10  | Philadelphia | 73   | 51  | 24.2 | .442 | .390 | .756 | 2.6 | 3.8 | 1.1 | .2  | 8.0  |
| 2010-11  | Philadelphia | 82   | 82  | 35.4 | .446 | .365 | .823 | 4.0 | 6.5 | 1.5 | .4  | 14.0 |
| 2011-12  | Philadelphia | 65   | 65  | 33.8 | .432 | .380 | .783 | 3.3 | 4.5 | 1.6 | .3  | 13.5 |
| 2012-13  | Philadelphia | 78   | 78  | 37.5 | .431 | .368 | .752 | 4.2 | 8.0 | 1.6 | .4  | 17.7 |
| 2013-14  | New Orleans  | 34   | 34  | 33.6 | .447 | .390 | .810 | 4.2 | 7.9 | 1.6 | .4  | 14.3 |
| 2014-15  | New Orleans  | 40   | 37  | 32.6 | .446 | .378 | .855 | 3.4 | 6.9 | 1.6 | .6  | 14.8 |
| 2015-16  | New Orleans  | 65   | 23  | 28.2 | .439 | .336 | .843 | 3.0 | 6.0 | 1.4 | .3  | 16.8 |
| 2016-17  | New Orleans  | 67   | 61  | 32.7 | .453 | .356 | .708 | 3.9 | 7.3 | 1.5 | .6  | 15.4 |
| 2017-18  | New Orleans  | 81   | 81  | 36.1 | .494 | .337 | .786 | 4.5 | 6.0 | 1.5 | .8  | 19.0 |
| 2018-19  | New Orleans  | 67   | 67  | 35.9 | .472 | .325 | .768 | 5.0 | 7.7 | 1.6 | .8  | 21.2 |
| 2019-20  | New Orleans  | 61   | 61  | 34.7 | .455 | .353 | .709 | 4.8 | 6.7 | 1.6 | .8  | 19.1 |
| 2020-21  | Milwaukee    | 59   | 56  | 32.3 | .503 | .392 | .787 | 4.5 | 6.1 | 1.6 | .6  | 17.7 |
| 2021-22  | Milwaukee    | 67   | 64  | 32.9 | .501 | .411 | .761 | 4.5 | 6.8 | 1.6 | .4  | 18.3 |
| 2022-23  | Milwaukee    | 67   | 65  | 32.6 | .479 | .384 | .859 | 5.1 | 7.4 | 1.2 | .4  | 19.3 |
| 2023-24  | Boston       | 69   | 69  | 32.8 | .480 | .429 | .833 | 5.4 | 4.8 | .9  | .8  | 12.5 |
| 2024-25  | Boston       | 62   | 62  | 30.6 | .443 | .353 | .909 | 4.3 | 3.9 | 1.1 | .4  | 11.1 |
| Total    | Total        | 1037 | 956 | 32.9 | .462 | .370 | .788 | 4.2 | 6.2 | 1.4 | .5  | 15.8 |
| All-Star | All-Star     | 2    | 0   | 12.2 | .444 | .200 | –    | 1.0 | 1.5 | 1.0 | .0  | 4.5  |

### Playoffs
| Año   | Equipo       | PJ | PT | MPP  | %TC  | %3P  | %TL   | RPP | APP | ROB | TPP | PPP  |
| ----- | ------------ | -- | -- | ---- | ---- | ---- | ----- | --- | --- | --- | --- | ---- |
| 2011  | Philadelphia | 5  | 5  | 37.6 | .414 | .524 | .800  | 3.8 | 5.6 | 2.0 | .4  | 14.2 |
| 2012  | Philadelphia | 13 | 13 | 38.0 | .413 | .408 | .864  | 4.7 | 5.2 | 1.5 | .6  | 15.8 |
| 2015  | New Orleans  | 3  | 0  | 18.3 | .368 | .250 | 1.000 | 1.0 | 4.3 | .7  | .3  | 6.3  |
| 2018  | New Orleans  | 9  | 9  | 38.7 | .518 | .320 | .700  | 5.7 | 6.3 | 1.1 | .6  | 23.7 |
| 2021  | Milwaukee    | 23 | 23 | 39.7 | .406 | .303 | .714  | 5.7 | 8.7 | 1.7 | .4  | 17.3 |
| 2022  | Milwaukee    | 12 | 12 | 38.6 | .379 | .316 | .839  | 5.6 | 6.5 | 1.8 | .6  | 19.1 |
| 2023  | Milwaukee    | 5  | 5  | 38.1 | .400 | .286 | .692  | 6.6 | 8.0 | 1.0 | .4  | 17.8 |
| 2024  | Boston       | 19 | 19 | 37.9 | .503 | .402 | .955  | 6.1 | 4.4 | 1.1 | .6  | 13.2 |
| 2025  | Boston       | 8  | 8  | 33.0 | .483 | .346 | .692  | 4.1 | 4.0 | .9  | .1  | 9.5  |
| Total | Total        | 97 | 94 | 37.5 | .432 | .344 | .789  | 5.3 | 6.2 | 1.4 | .5  | 16.0 |

## Vida personal

Holiday y los Milwaukee Bucks con el presidente Joe Biden en la Casa Blanca después de su campeonato de la NBA de 2021.

Holiday es hijo de Shawn y Toya (née DeCree) Holiday. Sus padres, jugaron al baloncesto en la universidad de Arizona State, donde Toya fue nombrada Jugadora del Año de la Pac-10 en 1982.
Los tres hermanos Holiday: Justin (n. 1989), Jrue (n. 1990) y Aaron (n. 1996) son jugadores de la NBA, mientras que su hermana Lauren jugó con UCLA.
Está casado, desde el 7 de julio de 2013, con la exfutbolista estadounidense Lauren Holiday. Se conocieron y empezaron la relación en 2008, cuando ambos iban a la universidad de UCLA. Su segundo hijo nació a finales de 2020.